# Pointis-de-Rivière
Pointis-de-Rivière település Franciaországban, Haute-Garonne megyében. Lakosainak száma 835 fő (2022. január 1.). Pointis-de-Rivière Ardiège, Ausson, Bordes-de-Rivière, Cier-de-Rivière, Clarac, Huos, Labarthe-Rivière, Martres-de-Rivière és Ponlat-Taillebourg községekkel határos.

## Népesség
A település népességének változása:
| Lakosok száma | 702  | 686  | 740  | 836  | 842  | 849  | 840  | 854  | 857  | 835  |
|               | 1968 | 1982 | 1990 | 2006 | 2013 | 2015 | 2017 | 2019 | 2020 | 2022 |